# Ingrid Haking Raaby
Ingrid Maria Lillemor Haking Raaby, född 20 maj 1950 i Sankt Matteus församling, Stockholms stad, är en svensk sångerska och sångpedagog.

## Biografi
Ingrid Haking Raaby föddes 1950 i Sankt Matteus församling, Stockholms stad. Haking Raaby är utbildad vid Kungliga Musikhögskolan i Stockholm i sångpedagogklassen och solistklassen och avslutade sina studier där 1976 med diplom med belöningsjetong. Därefter studerade hon 1977–1979 vid Hochschule für Musik und Darstellende Kunst i Wien och avlade diplom i Stimmbildungklassen och Lied- och oratorieklassen. 
Åren 1980 - 1989 var Ingrid Haking Raaby  lektor i sång vid Kungliga Musikhögskolan och 1989–2004 sångpedagog vid Vadstena folkhögskola. Från 2004 till 2016 var hon docent i sång vid Det Jyske Musikkonservatorium i Århus i Danmark.
Efter pensionering flyttade Ingrid Haking Raaby  tillbaka till Sverige och bor numer i Linköping. Hon håller bl a föreläsningar, master classes, privata sånglektioner i runt om i Sverige och de nordiska länderna  
Som sångerska har Ingrid Haking Raaby gett romanskonserter och kyrkokonserter i bland annat i Sverige och Finland. Hon uruppförde Wilhelm Stenhammars sångcykel "Junge Liebe" i Sveriges Radio 1975. Hon har varit solist med bland annat Sveriges Radios symfoniorkester och Stockholms filharmoniska orkester.